# Sechiopsis
Sechiopsis es un género con cinco especies de plantas con flores perteneciente a la familia Cucurbitaceae. 

## Especies seleccionadas
| - Sechiopsis diptera - Sechiopsis distincta - Sechiopsis laciniatus - Sechiopsis tetraptera - Sechiopsis triqueter |